# يان باين
يان باين (4 أكتوبر 1949 في جنوب أفريقيا - 13 سبتمبر 2015) (بالإنجليزية: Ian Payne)‏ هو لاعب كريكت جنوب أفريقي.

## وصلات خارجية
- يان باين على موقع إي آس بي آن كريك إنفو (الإنجليزية)